# Cratobracon insularis
Cratobracon insularis är en stekelart som först beskrevs av Smith 1858.  Cratobracon insularis ingår i släktet Cratobracon och familjen bracksteklar. Inga underarter finns listade i Catalogue of Life.